# Sarcotoxicum
Sarcotoxicum, monotipski biljni rod, dio je tribusa Cappareae. Jedina vrsta je grm S. salicifolium iz Bolivije, Paragvaja i Argentine. 
Rod je opisan u Harvard Pap. Bot. 13: 107 (2008). Kew ga tretira kao sinonim za Morisonia.

## Sinonimi
- Capparis salicifolia Griseb.; Abh. Königl. Ges. Wiss. Göttingen 24: 17 (1879)
- Colicodendron salicifolium (Griseb.) Hutch.; Gen. Fl. Pl. 2: 309 (1967)
- Morisonia salicifolia (Griseb.) Christenh. & Byng; The Global Flora, Special edition, part 1(4): 142 (2018)